# 344-й гвардейский ракетный полк
344-й гвардейский ракетный Краснознамённый имени 50-летия образования СССР полк  (в/ч 44008, 52933) — ракетный полк, входивший в состав 29-й гвардейской ракетной Витебской ордена Ленина Краснознамённой дивизии (в разное время смоленской, читинской и омской ракетных армий) РВСН и дислоцировавшийся в г. Приекуле Латвийской ССР, а с 1987 года в г. Иркутске.

## История
Полк начал формироваться в июле 1960 года на базе 138-го Краснознамённого артиллерийского полка 51-й механизированной дивизии, корни которого уходят в далекий 1921 год, когда в апреле из отдельной батареи Армянской стрелковой дивизии был сформирован артиллерийский полк. На укомплектование ракетного полка прибыли военнослужащие из числа артиллеристов и танкистов, а также моряки из расформированной военно-морской базы г. Лиепая Латвийской ССР.
В составе полка формируются три дивизиона:
- 1-й рдн с 4 наземными пусковыми установками (ПУ) 8П865 с дислокацией в п. Нигранде (56°30′59″ с. ш. 22°02′12″ в. д.HGЯO), заступил на боевое дежурство (БД) с 10 января 1962 года[1]
- 2-й рдн с 3 шахтными ПУ группового старта 8П765 «Чусовая» в п. Никраце (Эмбуте, Скрунде), 56°35′20″ с. ш. 21°49′17″ в. д.HGЯO), на БД с 10 марта 1964 года[1]
- 3-й рдн с 3 ШПУ в п. Вайнёде (56°28′25″ с. ш. 21°50′00″ в. д.HGЯO), на БД с 1 декабря 1964 года[1]

Приказом Министра обороны СССР № 217 от 30 декабря 1972 года полку присвоено почётное наименование «имени 50-летия образования СССР».
1 марта 1983 года дивизионы полка были сняты с боевого дежурства на Р-14. 1 декабря полк был переведён на штаты полка с ПГРК 15П645К «Пионер», планировалось переподчинить его 32-й ракетной дивизии и передислоцировать в Барнаул, но эти планы не были реализованы. Командование 29 рд получившее директиву о переформировании управления дивизии и передислокации в Иркутск, с целью сохранения боевых и исторических традиций, обратилось в Генеральный Штаб ВС СССР и Главное политическое управление СА и ВМФ с ходатайством об оставлении в составе дивизии 344-го ракетного полка.
Полк был оставлен в составе переформировываемой дивизии (как в/ч 52933), 2 декабря 1985 года переведён на штат ПГРК «Тополь» и 1 июля 1987 полк вместе с дивизией переведён в Иркутск с ракетным комплексом 15П158 «Тополь», с которым заступил на боевое дежурство 9 августа 1988 года с 9 мобильными пусковыми установками (по 3 на дивизион).
9 августа 2011 года полку вручено Боевое Знамя нового образца.

## Командиры
- 1960—1962 — полковник Чистяков Сергей Иванович
- 1962—1965 полковник Силин Илья Михайлович
- 1965—1968 полковник Самойленко Семён Семёнович
- 1968—1970 полковник Каргодин Геннадий Яковлевич
- 1970—1972 полковник Перфильев Геннадий Иванович
- 1972—1975 полковник Аверичев Анатолий Степанович
- 1975 — полковник Тягнибок Иван Леонтьевич
- 1975 — ноябрь 1981 — полковник Савчук Иван Васильевич
- ноябрь 1981—1989 — полковник Ершов Геннадий Григорьевич
- 1989—1993 — полковник Стародуб Виргилий Михайлович. В 1993 г. был задержан при попытке бегства от правоохранительных органов в республику Молдова и арестован. Осуждён военным судом за финансовые преступления. Срок заключения отбыл полностью в учреждениях пенитенциарной системы (см. Директива МО РФ от 12 января 1993 г. N Д-2 "О мерах по пресечению участия военнослужащих Вооружённых Сил  Российской Федерации в предпринимательской деятельности").
- 1993 — полковник Грива Владимир Петрович
- 1993—2000 полковник Гуменников Николай Алексеевич
- 2000—2002 полковник Панков Валерий Константинович
- 2002—2006 полковник Омельченко Виктор Владимирович
- 2006—2007 полковник Панфилов Владимир Юрьевич
- 2007—2009 полковник Ланкин Олег Вячеславович
- 2009—2011 полковник Кушниренко Владимир Владимирович
- 2011—2013 полковник Казаков Сергей Владимирович
- 2013—2014 полковник Козлов Денис Геннадьевич
- 2014-2016 полковник Ширяев Дмитрий Сергеевич
- 2016 - 2019 полковник Жадобин Павел Степанович
- 2019 - н.в. полковник Гришин Дмитрий Николаевич

## Вооружение
- с 1962 по 1983 год — 10 пусковых установок Р-14 (в том числе 6 шахтных);
- с 1987 года — 9 АПУ «Тополь».